# Kulalania
Kulalania és un gènere d'aranyes araneomorfes de la família dels fixelídids (Phyxelididae). Fou descrit per primera vegada l'any 1990 per C. E. Griswold. Fou transferida dins dels fixelídids des dels amauròbids (Amaurobiidae) per Griswold et al l'any 1999
Segons el World Spider Catalog amb data del 3 de gener de 2019 l'única espècie del gènere Kulalania és Kulalania antiqua, que és endèmica de Kenya.